# US Open 2007 - Singolare maschile in carrozzina
Shingo Kunieda ha battuto in finale Robin Ammerlaan con il punteggio di 6–2, 6–2.

## Teste di serie
1. Shingo Kunieda (campione)
2. Robin Ammerlaan (finale)

## Tabellone

### Legenda
| - Q = Qualificato - WC = Wild card - LL = Lucky loser | - ALT = Alternate - SE = Special Exempt - PR = Protected Ranking | - w/o = Walkover - r = Ritirato - d = Squalificato |

### Finali
|  | Primo turno          | Primo turno          | Primo turno          | Primo turno | Primo turno |  |  | Secondo turno | Secondo turno   | Secondo turno  | Secondo turno   | Secondo turno   |   |   | Finali | Finali         | Finali         | Finali | Finali |  |
|  |                      |                      |                      |             |             |  |  |               |                 |                |                 |                 |   |   |        |                |                |        |        |  |
|  | 1                    | Shingo Kunieda       | Shingo Kunieda       | 6           | 6           |  |  |               |                 |                |                 |                 |   |   |        |                |                |        |        |  |
|  |                      | Satoshi Saida        | Satoshi Saida        | 0           | 2           |  |  | 1             | Shingo Kunieda  | Shingo Kunieda | 6               | 7               |   |   |        |                |                |        |        |  |
|  | Tadeusz Kruszelnicki | Tadeusz Kruszelnicki | Tadeusz Kruszelnicki | 4           | 5           |  |  |               | Jon Rydberg     | Jon Rydberg    | 0               | 5               |   |   |        |                |                |        |        |  |
|  | Jon Rydberg          | Jon Rydberg          | Jon Rydberg          | 6           | 7           |  |  |               |                 |                |                 |                 |   |   | 1      | Shingo Kunieda | Shingo Kunieda | 6      | 6      |  |
|  | Stephane Houdet      | Stephane Houdet      | Stephane Houdet      | 6           | 6           |  |  |               |                 | 2              | Robin Ammerlaan | Robin Ammerlaan | 2 | 2 |        |                |                |        |        |  |
|  | Michael Jeremiasz    | Michael Jeremiasz    | Michael Jeremiasz    | 3           | 3           |  |  |               | Stephane Houdet | 6              | 2               | 4               |   |   |        |                |                |        |        |  |
|  |                      | Ronald Vink          | Ronald Vink          | 65          | 5           |  |  | 2             | Robin Ammerlaan | 0              | 6               | 6               |   |   |        |                |                |        |        |  |
|  | 2                    | Robin Ammerlaan      | Robin Ammerlaan      | 7           | 7           |  |  |               |                 |                |                 |                 |   |   |        |                |                |        |        |  |